# Шволлен
Шволлен (нім. Schwollen) — громада в Німеччині, розташована в землі Рейнланд-Пфальц. Входить до складу району Біркенфельд. Складова частина об'єднання громад Біркенфельд.
Площа — 8,83 км2. Населення становить 431 ос. (станом на 31 грудня 2020).